# Le Haut Soultzbach
Le Haut Soultzbach község Franciaország Grand Est régiójában, Haut-Rhin megyében. Új községként 2016. január 1-jén jött létre Mortzwiller és Soppe-le-Haut korábbi község egyesítésével.

## Népesség
| Lakosok száma | 914  | 897  | 881  | 878  | 867  | 867  |
|               | 2017 | 2018 | 2019 | 2020 | 2021 | 2022 |